# Коцеба, Григорий Андреевич
Григорий Андреевич Коцеба (29 ноября 1917 — 4 марта 1943) — советский военный лётчик, Герой Советского Союза, участник Великой Отечественной войны.

## Биография
Родился в крестьянской семье, по национальности украинец. Окончил 7 классов школы и три курса рабфака. В 1937 году поступил в 9-ю военную школу лётчиков и лётчиков-наблюдателей (город Харьков). Учился в группе лётчиков-истребителей, на базе которой в 1938 году было образовано Чугуевское военное авиационное училище летчиков-истребителей. По окончании училища в 1940 году в должности младшего лётчика был направлен для прохождения службы в отдельную истребительную авиационную эскадрилью Северо-Кавказского военного округа (город Ростов-на-Дону). Летал на самолетах И-15 бис и И-153. Зимой 1941 года эскадрилья была обращена на формирование 271-го истребительного авиационного полка, и Г. А. Коцеба стал пилотом, а затем командиром звена 3-й эскадрильи полка. 5 сентября 1941 года 3-я авиационная эскадрилья под командованием капитана Фаткулина убыла на Южный фронт, под Днепропетровск, где вошла в состав 44-й истребительной авиационной дивизии.
14 сентября 1941 года в составе эскадрильи под командованием старшего политрука Васильева Б. М. Григорий Коцеба вылетел на штурмовку вражеского аэродрома в районе станции Верховцево.
На пути к аэродрому Григорий Коцеба вступил в бой с четырьмя немецкими истребителями. Уведя за собой вражеские истребители от аэродрома, он дал возможность другим лётчикам поразить цель, уничтожив при этом склад с горючим, 7 бомбардировщиков и 2 истребителя на земле.
22 сентября 1941 года во время проведения разведки в районе населённого пункта Ломовка Григорий Коцеба обнаружил, что готовится переправа через реку Орель в районе Перещепино. В ходе атаки на врага Коцеба уничтожил понтоны, подготовленные для наведения переправы.
Указом Президиума Верховного Совета СССР от 20 ноября 1941 года лейтенанту Г. А. Коцебе было присвоено звание Героя Советского Союза.
После расформирования отдельной истребительной авиационной эскадрильи в ноябре 1941 года Григорий Коцеба продолжил службу в должности командира эскадрильи 92-го истребительного авиационного полка, а в июне 1942 года был назначен на должность штурмана полка, переименованного в 992-й иап. Летом 1942 года после тяжёлых потерь под Сталинградом остатки полка были выведены в тыл, а капитан Коцеба был назначен временно исполняющим должность командира 402-го истребительного авиационного полка. Участвовал в боях на Северо-Западном фронте до ноября 1942 года. В декабре 1942 года получил назначение на должность штурмана 8-го запасного авиационного полка, базировавшегося в Подмосковье. 
4 марта 1943 года Як-1 капитана Коцебы потерпел катастрофу при взлёте с аэродрома у деревни Степыгино. Лётчик погиб. Похоронен в деревне Добрыниха Домодедовского городского округа Московской области.

## Награды
- Медаль «Золотая Звезда».
- Орден Ленина.

## Память
Установлен памятник в селе Добрыниха Домодедовского района Московской области.